# Nicolae Lupaș
Nicolae Lupaș (n. 1900 – d. 1959) a fost un inginer român, specialist în domeniul radiocomunicațiilor. A contribuit la dezvoltarea radiofoniei românești prin înființarea primei reviste românești de radio („Radio-Român”, 13 septembrie 1925). A sprijinit radioamatorismul românesc.